# ニッポン放送 久米宏と1日まるごと有楽町放送局
ニッポン放送 久米宏と1日まるごと有楽町放送局（にっぽんほうそう くめひろしといちにちまるごとゆうらくちょうほうそうきょく）は2004年9月20日にニッポン放送で放送された特別番組。

## 概要
ニッポン放送は、有楽町に所在する本社ビルを建て替えるため港区台場のFCGビルに入居していたが、開局記念日である2004年7月15日に建て替えた同局本社ビルから開局特別番組を編成して放送した。その後、同年9月6日に糖業会館・ニッポン放送本社ビルが竣工し、FCGビルから有楽町に帰還を祝うため、久米に対して、2004年3月26日に『ニュースステーション』（テレビ朝日）が番組終了し、キャスター降板以降、休養期間がを数ヶ月間が経過した時期に当該番組をオファー。この番組が、久米芸能活動復帰最初の番組となった。また、久米がニッポン放送の競合他局であるTBSラジオを退職以後、初めてニッポン放送の番組に出演した。
番組構成は、「有楽町で逢いましょう」をテーマに2004年9月当時にニッポン放送でレギュラー編成されていた、帯番組に早朝から夕方迄縦断的に出演し、番組パーソナリティと対談や有楽町の街頭から9回程中継する構成である。また、『テリー伊藤 のってけラジオ』パートでの対談中に休養復帰後記者会見が行われた。

## 出演者

### パーソナリティ
- 久米宏（フリーアナウンサー、元TBSテレビアナウンサー）

### パートナー
- 上柳昌彦（当時：ニッポン放送アナウンサー）